# Marco Pupio Pisón Frugi
Marco Pupio Pisón Frugi, pertenecía originalmente a la gens Calpurnia, fue adoptado por Marco Pupio, cuando este era ya un hombre muy anciano. A pesar de esta adopción, conservó el nombre familiar Pisón. Sin embargo, no hay motivo para la adición de Calpurnianus a su nombre, ya que con el de Piso demostraba claramente su familia original. 
Adquirió renombre en la primera guerra civil; a la muerte de Lucio Cornelio Cinna en 84 a. C., se casó con su viuda, Annia, y al año siguiente, en 83 a. C., fue nombrado cuestor del cónsul Lucio Cornelio Escipión Asiático. No obstante, desertó del bando del cónsul, (los Populares), y se unió a Lucio Cornelio Sila, que le obligó a separarse de su esposa a causa de su conexión anterior con Cinna.
No obtuvo la edilidad, y el año de su pretura es incierto. Tras la pretura recibió el gobierno de Hispania, con el título de propretor, a su regreso a Roma celebró un triunfo en el 69 a. C., aunque algunos señalaron que no tenía derecho a esa distinción.
Pisón sirvió en la tercera guerra mitridática como legado de Cneo Pompeyo Magno, que lo envió a Roma en el 62 a. C., para que presentara su candidatura al consulado. Magno estaba ansioso por obtener la ratificación de sus actos en Asia, y por tanto deseaba tener a uno de sus partidarios a la cabeza del Estado. Pisón fue por consiguiente elegido cónsul para el año siguiente, el 61 a. C. Durante su consulado Pisón ofendió gravemente a Marco Tulio Cicerón al no preguntarle en la primera sesión del Senado su opinión, y lo enfureció aún más cuando tomó bajo su protección a Publio Clodio Pulcro después de que éste violara los misterios de la Bona Dea. Cicerón se vengó de él impidiendo que le dieran el gobierno de la provincia de Siria, la cual se le había prometido a Pisón Frugi.
Pisón murió probablemente antes de que estallara la segunda guerra civil, ya que en el 47 a. C. Marco Antonio habitó en su casa de Roma.